# Tatjana Gennadjewna Tschebykina
Tatjana Gennadjewna Tschebykina (russisch Татьяна Геннадьевна Чебыкина, engl. Transkription Tatyana Gennadyevna Chebykina; * 22. November 1968 in Swerdlowsk) ist eine ehemalige russische Sprinterin, die sich auf den 400-Meter-Lauf spezialisiert hatte.
Ihre größten Erfolge feierte sie als Mitglied der russischen 4-mal-400-Meter-Staffel. 1995 gewann sie gemeinsam mit Jelena Rusina, Jekaterina Kulikowa und Swetlana Gontscharenko den Titel bei den Hallenweltmeisterschaften in Barcelona. Im selben Jahr holte sie in Göteborg bei den Weltmeisterschaften im Freien zusammen mit Swetlana Gontscharenko
Julija Sotnikowa und Jelena Andrejewa die Silbermedaille in der Staffel.
1996 gewann Tschebykina bei den Leichtathletik-Halleneuropameisterschaften in Stockholm die Bronzemedaille im 400-Meter-Lauf. Bei den Olympischen Spielen in Atlanta belegte sie mit der 4-mal-400-Meter-Staffel den fünften Rang.
Bei den Leichtathletik-Hallenweltmeisterschaften 1997 in Paris gelang ihr die Titelverteidigung in der Staffel. Dabei stellte sie zusammen mit Swetlana Gontscharenko, Olga Kotljarowa und Tatjana Alexejewa in einer Zeit von 3:26,84 min einen neuen Hallenweltrekord auf. Später in der Saison belegte Tschebykina bei den Weltmeisterschaften in Athen mit der russischen Staffel den vierten Rang.
1999 gewann sie bei den Hallenweltmeisterschaften in Maebashi zum dritten Mal in Folge den Titel in der Staffel. In einer Zeit von 3:24,25 min stellte sie gemeinsam mit Swetlana Gontscharenko, Olga Kotljarowa und Natalja Nasarowa abermals einen Hallenweltrekord auf. In derselben Saison feierte Tschebykina mit dem Gewinn der Goldmedaille bei den Weltmeisterschaften in Sevilla den bedeutendsten Erfolg ihrer Karriere. Das russische Quartett siegte in derselben Aufstellung wie in Maebashi in der Weltjahresbestleistung von 3:21,98 min vor den Staffeln aus den USA und Deutschland.
Tatjana Tschebykina ist 1,73 m groß und hatte ein Wettkampfgewicht von 63 kg. Sie ist mit dem Geher Nikolai Matjuchin verheiratet und Mutter eines Sohns.

## Bestleistungen
- 200 m: 23,20 s, 4. Juli 1996, Sankt Petersburg
- 400 m: 51,01 s, 1. September 1995, Fukuoka
  - Halle: 51,93 s, 19. Februar 1999, Moskau